# Eleições estaduais no Piauí em 1966
As eleições estaduais no Piauí em 1966 aconteceram em duas fases como parte das eleições gerais em 22 estados brasileiros e nos territórios federais do Amapá, Rondônia e Roraima. Em 3 de setembro houve a eleição indireta do governador Helvídio Nunes e do vice-governador João Clímaco d'Almeida e em 15 de novembro a ARENA repetiu o ocorrido na etapa anterior elegendo Petrônio Portela para senador e fez as maiores bancadas entre os oito deputados federais e quarenta e dois estaduais eleitos.
Após a vitória de adversários do Regime Militar de 1964 na Guanabara e Minas Gerais em 1965, o governo federal baixou o Ato Institucional Número Três em 5 de fevereiro de 1966 que impunha a eleição indireta de doze governadores e assim os piauienses viram seu governador subir ao poder indiretamente pela primeira vez desde o interventor Valdir Gonçalves em 1947. Quando da eleição indireta do governador e do vice-governador o Executivo estava às mãos de José Odon Maia Alencar, presidente da Assembleia Legislativa, pois os titulares renunciaram para concorrer ao pleito e assim a ARENA levou Helvídio Nunes e João Clímaco d'Almeida ao Palácio de Karnak e eles assumiram em 12 de setembro de 1966.
Advogado nascido em Picos e formado pela Universidade Federal do Rio de Janeiro, Helvídio Nunes foi eleito prefeito de sua cidade natal via UDN em 1954 e deputado estadual em 1958 e 1962. Licenciado para assumir como secretário de Viação, Obras Públicas, Agricultura, Indústria e Comércio no governo Petrônio Portela, seguiu o referido líder rumo à ARENA, sendo eleito governador do Piauí por via indireta em 1966.
Natural de Teresina, o contabilista João Clímaco d'Almeida graduou-se pela Academia do Comércio do Maranhão em 1934. Funcionário do Banco Agrícola do Piauí e pecuarista, presidiu a Caixa Beneficente dos Servidores do Estado do Piauí e em 1947 ascendeu ao Conselho Administrativo do Estado, órgão federal responsável por julgar os decretos-leis dos interventores federais no Piauí. Filiado ao PSD, foi eleito vereador de Teresina em 1948, deputado estadual em 1950, 1954 e 1958 e vice-governador do Piauí em 1962, sendo reconduzido ao cargo por via indireta em 1966. Tornou-se governador quatro anos depois, quando Helvídio Nunes renunciou para candidatar-se a senador.

## Resultado da eleição para governador
No dia do pleito, o deputado Helvídio Nunes preferiu abster-se e recebeu 31 votos da ARENA, sendo registradas duas ausências, sem a participação do MDB.
| Candidatos a governador do estado | Candidatos a vice-governador | Número | Coligação             | Votação | Percentual |
| --------------------------------- | ---------------------------- | ------ | --------------------- | ------- | ---------- |
| Helvídio Nunes ARENA              | João Clímaco d'Almeida ARENA | -      | ARENA (sem coligação) | 31      | 77,50%     |
| Fontes:                           |                              |        |                       |         |            |

## Biografia do senador eleito

### Petrônio Portela
Em 15 de novembro de 1966, Petrônio Portela venceu o padre Solon Correia de Aragão e foi eleito senador formando bancada com José Cândido Ferraz e Sigefredo Pacheco, cujos mandatos vigiam. Outrora membro da UDN e agora filiado à ARENA, o advogado Petrônio Portela nasceu em Valença do Piauí e é formado pela Universidade Federal do Rio de Janeiro. Genro de Pedro Freitas, o novo representante piauiense foi eleito deputado estadual em 1954, prefeito de Teresina em 1958, governador do Piauí em 1962 e senador em 1966 ao suceder Joaquim Parente, que abdicou da reeleição e obteve uma vaga na Câmara dos Deputados.

## Resultado da eleição para senador
Segundo o Tribunal Regional Eleitoral houve 19.047 votos em branco (7,95%) e 10.238 votos nulos (4,28), calculados sobre o comparecimento dos eleitores.
| Candidatos a senador da República | Candidatos a suplente de senador | Número | Coligação             | Votação | Percentual |
| --------------------------------- | -------------------------------- | ------ | --------------------- | ------- | ---------- |
| Petrônio Portela ARENA            | Benoni Leal ARENA                | -      | ARENA (sem coligação) | 136.054 | 64,75%     |
| Solon Aragão MDB                  | Pedro Borges Filho MDB           | -      | MDB (sem coligação)   | 74.065  | 35,25%     |
| Fontes:                           |                                  |        |                       |         |            |

## Deputados federais eleitos
São relacionados os candidatos eleitos com informações complementares da Câmara dos Deputados.

Representação eleita
  ARENA: 7
  MDB: 1

| Deputados federais eleitos | Partido | Votação | Percentual | Cidade onde nasceu | Unidade federativa |
| Fausto Castelo Branco      | ARENA   | 27.046  | 11,58%     | Teresina           | Piauí              |
| Heitor Cavalcanti          | ARENA   | 23.092  | 9,89%      | Paulistana         | Piauí              |
| Milton Brandão             | ARENA   | 22.447  | 9,61%      | Pedro II           | Piauí              |
| Chagas Rodrigues           | MDB     | 17.742  | 7,60%      | Parnaíba           | Piauí              |
| Paulo Ferraz               | ARENA   | 17.492  | 7,49%      | Teresina           | Piauí              |
| Joaquim Parente            | ARENA   | 17.146  | 7,34%      | Bom Jesus          | Piauí              |
| Ezequias Costa             | ARENA   | 14.993  | 6,42%      | Barras             | Piauí              |
| Manoel Santos              | ARENA   | 14.123  | 6,05%      | Bom Jesus          | Piauí              |
| Fontes:                    |         |         |            |                    |                    |

## Deputados estaduais eleitos
O placar das bancadas apontava que o governo detinha mais de 80% das vagas.

Representação eleita
  ARENA: 34
  MDB: 8

| Deputados estaduais eleitos   | Partido | Votação | Percentual | Cidade onde nasceu  | Unidade federativa |
| Ribeiro Magalhães             | ARENA   | 5.623   | 2,40%      | Piracuruca          | Piauí              |
| Jesus Tajra                   | ARENA   | 5.126   | 2,19%      | Teresina            | Piauí              |
| Severo Eulálio                | MDB     | 4.883   | 2,09%      | Picos               | Piauí              |
| Sebastião Leal                | ARENA   | 4.685   | 2,00%      | Uruçuí              | Piauí              |
| Wilson Parente                | ARENA   | 4.381   | 1,87%      | Cristino Castro     | Piauí              |
| Filadelfo Castro              | MDB     | 4.355   | 1,86%      | Nova Iorque         | Maranhão           |
| Humberto Silveira             | ARENA   | 4.145   | 1,77%      | Jaicós              | Piauí              |
| Alfredo Nunes                 | ARENA   | 4.131   | 1,77%      | Regeneração         | Piauí              |
| Waldemar Macedo               | ARENA   | 4.080   | 1,74%      | São Raimundo Nonato | Piauí              |
| Djalma Veloso                 | ARENA   | 4.075   | 1,74%      | Valença do Piauí    | Piauí              |
| José de Castro                | ARENA   | 3.961   | 1,69%      | São Raimundo Nonato | Piauí              |
| Isaac Carvalho                | ARENA   | 3.957   | 1,69%      |                     |                    |
| Antônio Gaioso                | ARENA   | 3.799   | 1,62%      | Teresina            | Piauí              |
| Deusdedit Cavalcanti          | ARENA   | 3.757   | 1,61%      | Paulistana          | Piauí              |
| João Lobo                     | ARENA   | 3.750   | 1,60%      | Floriano            | Piauí              |
| Carvalho e Silva              | ARENA   | 3.714   | 1,59%      | Teresina            | Piauí              |
| Afrânio Nunes                 | ARENA   | 3.711   | 1,59%      | Amarante            | Piauí              |
| Wilson Brandão                | ARENA   | 3.655   | 1,56%      | Pedro II            | Piauí              |
| Edson Rocha                   | ARENA   | 3.647   | 1,56%      | Jerumenha           | Piauí              |
| Edson Ferreira                | MDB     | 3.521   | 1,51%      | São Raimundo Nonato | Piauí              |
| Bona Medeiros                 | ARENA   | 3.504   | 1,50%      | União               | Piauí              |
| Solon Brandão                 | ARENA   | 3.490   | 1,49%      | Pedro II            | Piauí              |
| Nogueira Filho                | MDB     | 3.478   | 1,49%      | Pedro II            | Piauí              |
| José Francisco da Paz         | MDB     | 3.470   | 1,48%      |                     |                    |
| Roberto Raulino               | ARENA   | 3.446   | 1,47%      | Altos               | Piauí              |
| Caio Damasceno                | ARENA   | 3.418   | 1,46%      | Paulistana          | Piauí              |
| Constantino Pereira           | MDB     | 3.349   | 1,43%      | São João do Piauí   | Piauí              |
| Costa Neto                    | ARENA   | 3.260   | 1,39%      | São João do Piauí   | Piauí              |
| Nazareno Araújo               | ARENA   | 3.231   | 1,38%      | Floriano            | Piauí              |
| Aluísio Ribeiro               | ARENA   | 3.228   | 1,38%      | Amarante            | Piauí              |
| Wenceslau Sampaio             | ARENA   | 3.129   | 1,34%      | Buriti dos Lopes    | Piauí              |
| Odilon Freitas                | ARENA   | 3.114   | 1,33%      | José de Freitas     | Piauí              |
| José Ferreira de Alencar Mota | ARENA   | 3.105   | 1,33%      |                     |                    |
| Raimundo Urtiga               | MDB     | 3.073   | 1,31%      | Sousa               | Paraíba            |
| Antônio Monteiro Alves        | ARENA   | 3.020   | 1,29%      | Pedro II            | Piauí              |
| Juarez Tapety                 | ARENA   | 2.990   | 1,28%      | Oeiras              | Piauí              |
| José Barbosa                  | ARENA   | 2.942   | 1,26%      | Altos               | Piauí              |
| Pedro Portela                 | ARENA   | 2.941   | 1,26%      | Barras              | Piauí              |
| Alberto Monteiro              | ARENA   | 2.920   | 1,25%      | Picos               | Piauí              |
| Joaquim Bezerra               | ARENA   | 2.881   | 1,23%      | Pio IX              | Piauí              |
| Raimundo Holanda              | ARENA   | 2.877   | 1,23%      | Ipueiras            | Ceará              |
| Abdon Nunes                   | MDB     | 2.546   | 1,09%      | Valença do Piauí    | Piauí              |
| Fontes:                       |         |         |            |                     |                    |

## Eleições municipais no Piauí
Por ocasião das eleições, 113 municípios do Piauí escolheram prefeitos, vice-prefeitos e vereadores enquanto em Teresina, graças ao Ato Institucional Número Três, foram eleitos apenas vereadores.
Durante o governo Helvídio Nunes a cidade de Teresina foi administrada por Jofre Castelo Branco e Bona Medeiros. Nos demais municípios a ARENA fez cento e sete prefeitos contra seis do MDB.